# Les Désincarnés
Pour plus de détails, voir Fiche technique et Distribution.
Les Désincarnés (異人たちとの夏, Ijin-tachi to no natsu) est un film japonais réalisé par Nobuhiko Ōbayashi, sorti en 1988.

## Synopsis
Harada est un scénariste à succès. Un jour, son meilleur ami lui annonce qu'il va fréquenter son ex-femme, ce qu'il ne supporte pas. Alors qu'il fait des recherches pour un scénario, il croise un homme ressemblant à son père, pourtant décédé trente ans plus tôt.

## Fiche technique
- Titre : Les Désincarnés
- Titre original : 異人たちとの夏 (Ijin-tachi to no natsu?)
- Réalisation : Nobuhiko Ōbayashi
- Scénario : Shin'ichi Ichikawa (ja) d'après le roman de Taichi Yamada
- Musique : Masatsugu Shinozaki (ja)
- Photographie : Yoshitaka Sakamoto
- Décors : Kazuo Satsuya (ja)
- Montage : Kazuo Ōta
- Production : Kiyoshi Higuchi
- Société de production : Shōchiku
- Pays de production :  Japon
- Langue originale : japonais
- Genre : Drame et fantasy fantastique
- Format : couleur - 1,85:1
- Durée : 108 minutes[1]
- Dates de sortie : 
  - Japon : 15 septembre 1988[1]

## Distribution
- Morio Kazama : Hidemi Harada
- Kumiko Akiyoshi : Fusako Harada, la mère
- Tsurutarō Kataoka : Hidekichi Harada, le père
- Atsuko Kawata : elle-même
- Bengal : le chauffeur de taxi
- Takashi Sasano : le dentiste
- Yasufumi Hayashi : Shigeki Harada
- Toshiyuki Nagashima : Ichiro Mamiya
- Yūko Natori : Kei Fujino

## Distinctions
Le film a été nommé pour douze Japan Academy Prizes et en a reçu deux : meilleur second rôle masculin pour Tsurutarō Kataoka (conjointement avec sa performance dans Yojo no jidai) et meilleur scénario.